# سهيل خان (ممثل)
سهيل خان هو ممثل هندي، ولد في 6 نوفمبر 1976 في الهند.

## وصلات خارجية
- سهيل خان على موقع IMDb (الإنجليزية)
- سهيل خان على موقع قاعدة بيانات الفيلم (الإنجليزية)